# RMS Dunottar Castle
El RMS Dunottar Castle fue un buque de pasajeros que entró en servicio con la Castle Line (y su sucesora, la Union-Castle Line) en 1890 en el servicio de pasajeros y correo entre Gran Bretaña y Sudáfrica. En 1913 fue vendido a la Royal Mail Steam Packet Company con el nombre de Caribbean. Tras el estallido de la Primera Guerra Mundial sirvió como HMS Caribbean, primero como buque de tropas y luego como crucero mercante armado, hasta que se hundió en una tormenta frente a la costa escocesa el 27 de septiembre de 1915.

## Hundimiento

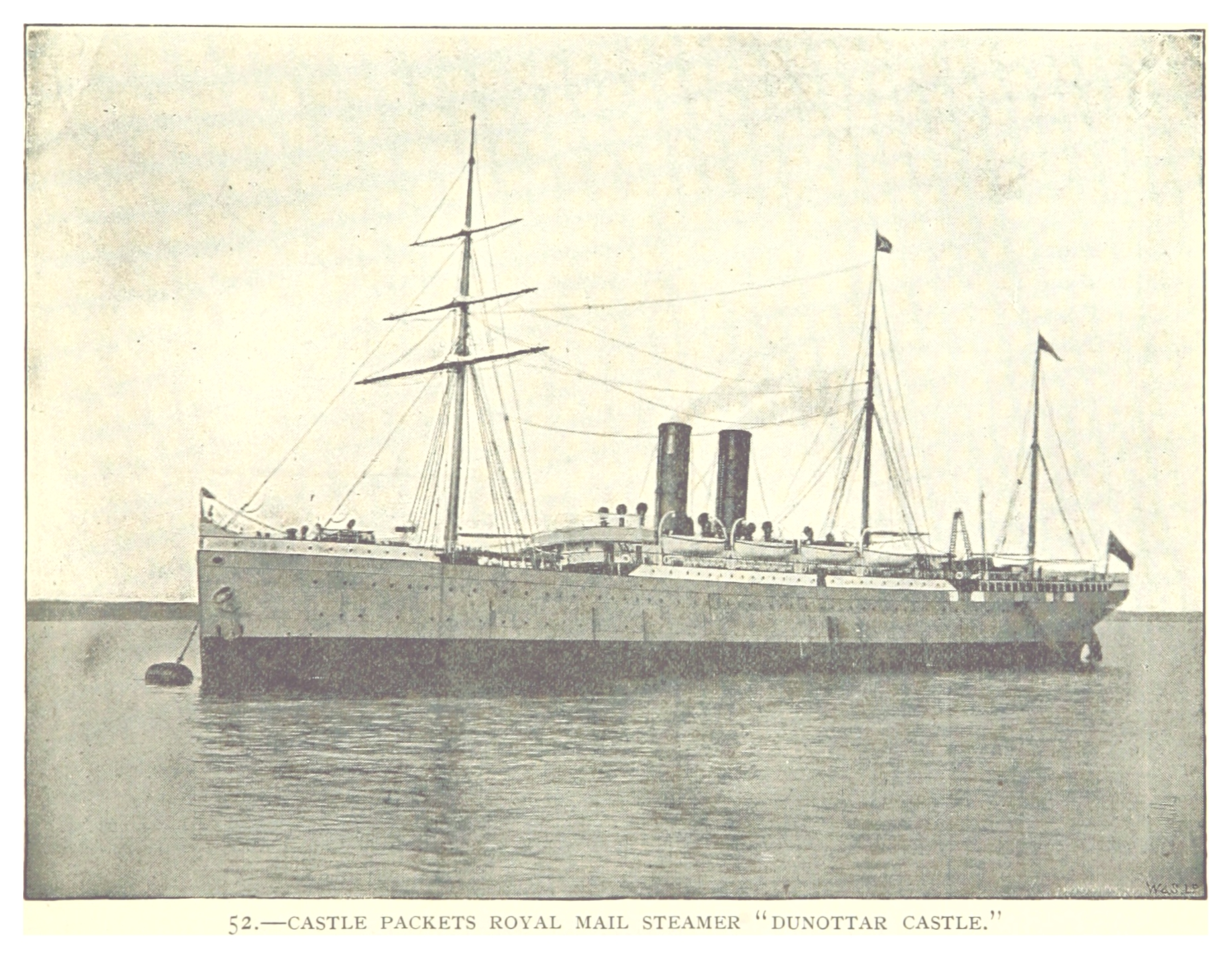
El Dunottar Castle en 1893

Durante la Primera Guerra Mundial, El HMS Caribbean zarpó hacia Scapa Flow el 24 de septiembre de 1915, pero naufragó a mediodía del 26 de septiembre, a unas 35 millas (56 km) al sur del cabo Wrath, en Escocia. Varios buques fueron enviados en su ayuda cuando se recibió su mensaje de socorro, pero la mayoría se vieron obligados a regresar debido al mal tiempo. Algunos arrastreros de Stornoway y el crucero ligero HMS Birkenhead lograron llegar al lugar. Un intento del Birkenhead de remolcar el Caribbean fracasó, pero la mayor parte de la tripulación fue rescatada por la noche.
El Caribbean se hundió a primera hora del 27 de septiembre y los 15 tripulantes que quedaban a bordo murieron. Más tarde, el Tribunal de Investigación culpó al carpintero de ribera por no estar suficientemente familiarizado con el barco y por no haber cerrado todas las escotillas. Al igual que la mayoría de la tripulación, se había incorporado al barco apenas 10 días antes. Los restos del naufragio se encontraron en 2004, intactos salvo por las redes de pesca.